# Novo historicismo

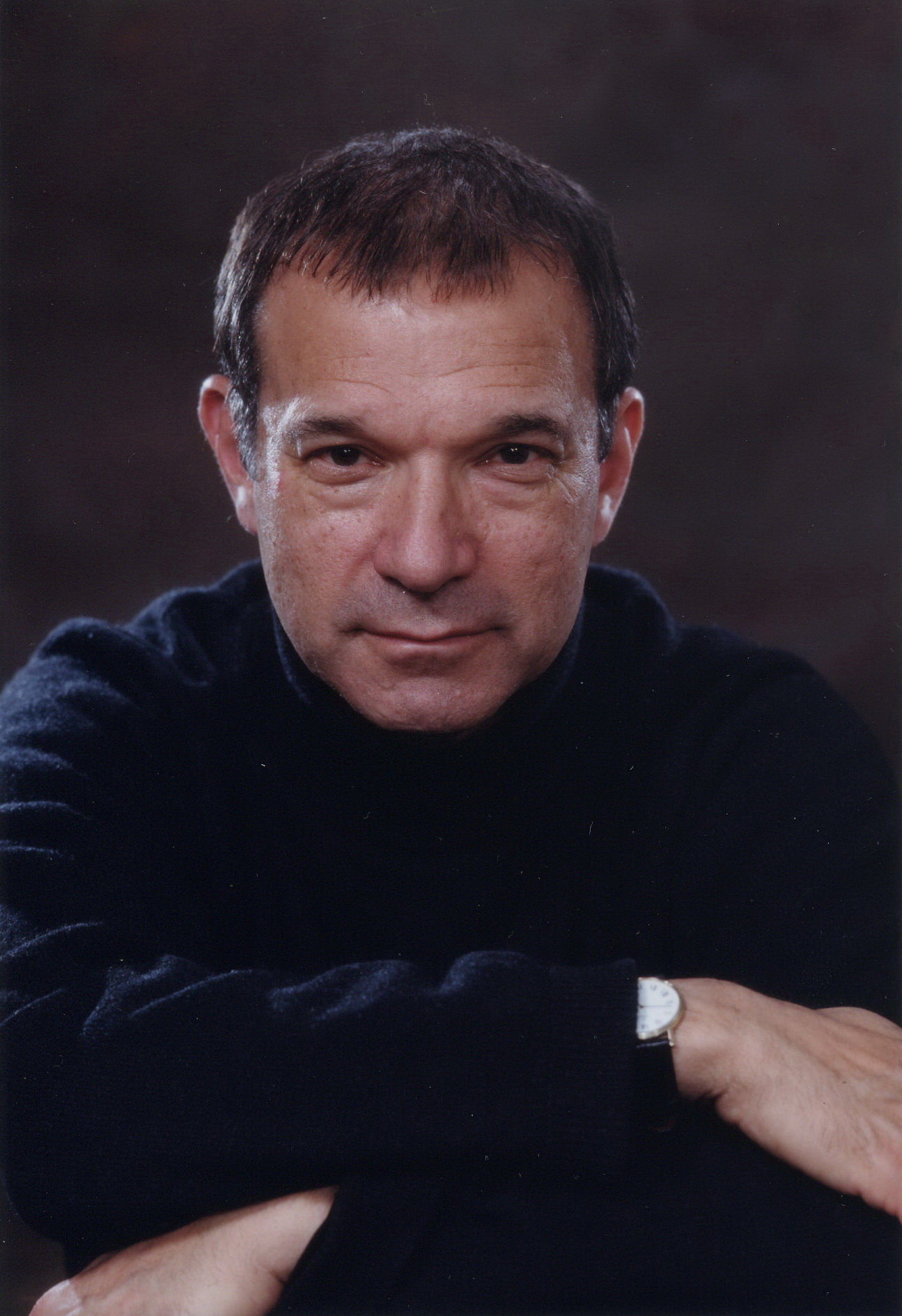
Stephen Greenblatt

Michel Foucault

Novo historicismo é uma corrente de pensamento literário baseada na premissa de que uma obra literária deve ser considerada como o produto de uma época, de um lugar e das circunstâncias políticas, geográficas, sociais e económicas aquando da sua composição.

## Origem e conceitos-chave do Novo historicismo
O novo historicismo desenvolveu-se a partir da década de 1980, nos Estados Unidos, a partir do trabalho de Stephen Greenblatt e da escola de Berkeley, tendo expandido a sua influência na década seguinte. Na sua obra Renaissance Self-Fashioning: From More to Shakespeare (1980), Greenblatt concentra e aplica a sua visão ao Renascimento elisabetano, contemporâneo às obras de Shakespeare, afirmando que a riqueza histórica e social do seu texto dramático o permitem efectivamente comunicar com o passado, com a realidade histórica seiscentista.
Os novos historicistas concebem que a História e todos os eventos relevantes, do ponto de vista literário, que decorreram no seu curso, apenas podem ser totalmente compreendidos tendo em consideração a cultura e o contexto social dessa época e lugar, das estruturas ideológicas e de poder vigentes.
H. Aram Vesser, na sua obra The New Historicism (1989), sintetizou alguns conceitos nos quais se baseia o discurso novo historicista:
- Cada acção humana é, na verdade, o efeito de uma rede de práticas materiais;
- Cada acto de crítica, oposição e desmistificação utiliza as ferramentas que ele mesmo condena, arriscando tornar-se presa do mesmo problema que expõe;
- Textos literários e "não-literários" têm, ambos, valor;
- Nenhum discurso, quer científico ou não, permite aceder a verdades incontestáveis, nem exprime algo inalterável na natureza humana;
- O método crítico e uma linguagem adequada para descrever a cultura sob o capitalismo participam na economia que eles mesmos descrevem.[2]

## As novas ideias de Foucault e Geertz
As ideias do novo historicismo foram adaptadas e reestruturadas por filósofos como Michel Foucault, que concebia a História como uma circulação dinâmica de "epistemes" (o a priori histórico que baseia o conhecimento e o discurso) adjacentes ao texto; e pelo antropólogo Clifford Geertz, que criou o conceito de "descrição densa", que explica não só o comportamento humano, mas também o seu contexto e relevância face aos outros. Para Geertz, a única forma de estudar a conduta humana dentro do seu contexto sociocultural, é através da experiência e da observação, sendo efectuada "camada por camada", desde o mais claro ao menos óbvio.

## Novo historicismo e Neomarxismo
Os novos historicistas compartilham com as correntes neomarxistas a ruptura com os princípios formalistas, que definem os textos como um artefacto autónomo ao qual se nega a sua historicidade, bem como as suas circunstâncias e condicionantes, como por exemplo a classe social. No entanto, o Novo historicismo, apesar de relacionado com as teorias de Karl Marx e sucessores, não é uma corrente dependente de uma visão puramente neomarxista.

## Crítica ao Novo historicismo
Os críticos ao Novo historicismo, sendo os mais relevantes Camille Paglia e Harold Bloom, apontam a falta de historiografia no seu discurso, tomando posições excessivamente relativistas e politicamente correctas; bem como o papel redutor atribuído à análise literária formal e à Literatura (apontada somente como um mero produto da História).